# 130-мм пушка С-69
130-мм пушка С-69 — советская опытная буксируемая пушка корпусной артиллерии периода 1950-х годов. Была создана в Центральном артиллерийском конструкторском бюро.

## История создания
В 1945 году в ЦАКБ параллельно с конструкторским бюро Пермского завода имени Ленина были начаты работы по созданию корпусного дуплекса, состоявшего из 130-мм пушки для замены 122-мм пушки обр. 1931/37 гг и 152-мм пушки или гаубицы для замены 152-мм гаубицы-пушки МЛ-20. В ЦАКБ 130-мм пушка получила обозначение С-69, а 152-мм гаубица С-69-1. 6 сентября 1948 года образец №1 пушки С-69 поступил на испытания. С июня по июль 1948 года на артиллерийском полигоне пушка С-69 проходила сравнительные испытания со 130-мм пушкой М-46. В общей сложности, испытания С-69 продолжались до 29 января 1949 года. По результатам испытаний, дуплекс С-69 и С-69-1 на вооружение принят не был.

## Описание конструкции
130-мм пушка С-69 имела свободный ствол с кожухом и казёнником. На дульном срезе устанавливался однокамерный сетчатый дульный тормоз с эффективностью 45 %. Ствольная группа устанавливалась на стальную люльку цилиндрической формы с боковыми продольными окнами. Штоки противооткатных устройств закреплялись на приливе в передней части люльки. Противооткатные устройства представляли собой гидравлический тормоз отката с пневматическим накатником. При углах вертикального наведения 35..40° откат орудия составлял 800 мм, при низких углах (от -3 до 20°) длина отката увеличивалась до 1200 мм. Слева от люльки крепился механизм вертикального наведения секторного типа. На нижнем станке устанавливался винтовой толкающий механизм горизонтального наведения. Нижний станок состоял из лобовой коробки с торсионным механизмом подрессоривания и раздвижных станин. При буксировке ствол орудия оттягивался назад на 1200-мм. На марше к орудию цеплялся двухколёсный орудийный передок.

### Применяемые боеприпасы
Заряжание 130-мм пушки С-69 раздельно-гильзовое, баллистика была унифицирована со 130-мм корабельной пушкой Б-13 (с глубокой нарезкой), поэтому могла применять все типы её боеприпасов. Кроме того, были вновь разработаны осколочно-фугасный снаряд массой 33,3 кг и бронебойный снаряд массой 33,4 кг.
| Номенклатура боеприпасов |                |                   |              |                   |                   |                                 |                                     |
| Индекс выстрела          | Индекс снаряда | Масса снаряда, кг | Масса ВВ, кг | Длина снаряда, мм | Марка взрывателя  | Начальная скорость снаряда, м/с | Максимальная дальность стрельбы, км |
| Бронебойные              |                |                   |              |                   |                   |                                 |                                     |
| Вновь разработанный      |                | 33,4              |              |                   |                   | 900                             |                                     |
| Полубронебойные          |                |                   |              |                   |                   |                                 |                                     |
| Черт. 2-918А             | А3-ПБ-46       | 33,4              | 1,67         | 630               | 2МР, 2МР3, 4МР3   | 900                             | 27                                  |
| Черт. 2-02138            | А3-ПБ-46А      | 33,5              | 2,35         | 653               | МР, МР3           | 900                             | 27                                  |
| Зенитные                 |                |                   |              |                   |                   |                                 |                                     |
| Черт. 2-02740            | А3-ЗС-46       | 33,4              | 2,64         | 653               | ВМ-16             | 900                             | 22,314                              |
| Черт. 2-057456           | А3-ЗС-46Р      | 33,8              | 2,12         | 631,8             | Изд. 62           |                                 |                                     |
| Осколочно-фугасные       |                |                   |              |                   |                   |                                 |                                     |
| Черт. 2-05339            | А3-ОФ-46       | 33,4              | 3,58         | 675               | РГМ, РГМ-6, В-429 | 900                             | 27                                  |
| Черт. 2-05340            | А3-ОФ-46       | 33,4              | 3,65         | 679               | РГМ, В-429        | 900                             | 27                                  |
| Черт. 2-02742            | А3-ОФУ-46      | 34,17             | 2,7          | 656               | РГМ, РГМ-6, В-429 | 900                             | 27                                  |
| Вновь разработанный      |                | 33,3              |              |                   |                   | 900                             | 27                                  |
| Фугасные                 |                |                   |              |                   |                   |                                 |                                     |
| Черт. 2-01641            | А3-Ф-46        | 33,4              | 2,71         | 643               | 2МР               | 900                             | 27                                  |
| Осветительные            |                |                   |              |                   |                   |                                 |                                     |
| Черт. 2-07339            | А3-СБ-46       | 34,5              | 0,03         | 640               | МТ-6              | 675                             | —                                   |
| Черт. 2-019652           | А3-СП-46       | 25,8              | 0,03         | 512               | ТМ-16             |                                 | —                                   |
| Противорадиолокационные  |                |                   |              |                   |                   |                                 |                                     |
|                          | А3-РП-42/46    |                   |              |                   | ТМ-16Л            |                                 | —                                   |

## Модификации

### Самодвижущийся вариант
В 1947 году на базе пушки С-69 был спроектирован её самодвижущийся вариант, однако дальнейшего развития это направление работ не получило.

### 130-мм танковая пушка С-70
На базе буксируемой пушки С-69 в ЦАКБ был разработан её танковый вариант для установки в тяжёлый танк ИС-7. Пушка имела массу в 4255 кг. Для удаления пороховых газов из боевого отделения на стволе этого орудия устанавливался эжектор и была внедрена продувка ствола сжатым воздухом.
| Таблица бронепробиваемости для С-69 и С-70 |     |     |      |      |      |
| Угол наклона, град \ Расстояние, м | 200 | 500 | 1000 | 1500 | 2000 |
| 0 | 258 | 250 | 240  | 225  | 210  |
| 60 | 180 | 177 | 169  | 153  | 153  |
| Данные по советской методике измерения бронепробиваемости. Следует иметь в виду, что в разное время и в разных странах использовались различные методики определения бронепробиваемости. Как следствие, прямое сравнение с аналогичными данными других орудий часто оказывается невозможным либо некорректным. |     |     |      |      |      |

### 130-мм пушка С-70А
130-мм пушка С-70А, представляла собой вариант пушки С-70 для установки в тяжёлую САУ Объект 263. В отличие от С-70 пушка С-70А имела более эффективный дульный тормоз и утяжелённый казённик для лучшего уравновешивания системы, кроме того, максимальный угол вертикального наведения был увеличен до 30°.